# Luftangriffe in Irak und Syrien am 2. Februar 2024
Die Luftangriffe in Irak und Syrien 2024 waren US-amerikanische Luftangriffe am Abend des 2. Februars gegen iranisch-gestützte Milizen und deren Einrichtungen. US-Angaben zufolge handelte es sich um Vergeltungsschläge für einen Drohnenangriff in Jordanien auf die US-Militärbasis „Tower 22“ von Milizen, der drei getötete und zahlreiche verletzte US-Soldaten zur Folge gehabt hatte. Es hatte sich um den ersten von 165 Angriffen lokaler Gruppierungen seit Oktober 2023 gehandelt, bei dem US-Soldaten getötet worden waren.

## Angriffe
Die Luftangriffe dauerten nach Angaben des Pentagons etwa 30 Minuten und richteten sich gegen 85 Ziele. Mehr als 125 Mal kam dabei Präzisionsmunition zum Einsatz. Zu den getroffenen Einrichtungen gehörten Kommando- und Kontrollposten, Geheimdiensteinrichtungen, Einrichtungen für Raketen und Drohnen sowie Munitionseinrichtungen. Unter anderem nahmen B1-Bomber am Militärschlag teil. Irakischen Quellen zufolge hätten die Angriffe Einrichtungen der sogenannten Volksmobilisierungskräfte zum Ziel gehabt. Das CENTCOM berichtete, die Luftangriffe hätten sich gegen die Quds-Einheiten der Iranischen Revolutionsgarden und weitere Gruppen gerichtet. Die Syrische Beobachtungsstelle für Menschenrechte berichtete, 18 Mitglieder pro-iranischer Milizen seien getötet worden. Die Todeszahl infolge des Militärschlags belief sich laut Aktivisten und offiziellen Angaben auf 45 Menschen.

### Weitere Angriffe
Am 7. Februar wurde ein Kommandeur der Kataib-Hisbollah bei einem US-Drohnenangriff auf ein Fahrzeug in Bagdad getötet. Das Pentagon machte die Organisation für Angriffe auf US-Streitkräfte in der Region verantwortlich.

## Reaktionen
Das syrische Militär warf den USA daraufhin vor, Soldaten und Zivilisten getötet zu haben; die US-Luftschläge würden die Situation im Nahen Osten gefährden. Ein irakischer Militärsprecher bezeichnete die US-Luftangriffe als Verstoß gegen das Völkerrecht und eine Untergrabung der Souveränität des Landes. Das Büro des irakischen Ministerpräsidenten, Mohammed Shia' al-Sudani berichtete von 16 Toten, unter ihnen Zivilisten. Gleichzeitig bestritt er die Behauptung, die Angriffe seien mit Washington koordiniert worden.
Das iranische Außenministerium teilte mit, die nächtlichen Luftschläge hätten die Souveränität und Integrität der beiden Länder verletzt. Es handele sich um einen Fehler der USA, der die Instabilität der Region verstärken würde. Der  „Grund der Spannungen“ sei die israelische Besatzung und der „Genozid an den Palästinensern mit uneingeschränkter amerikanischer Unterstützung“.
Biden bezeichnete die Angriffe als Reaktion auf Versuche, Amerikanern zu schaden. Gleichzeitig werde die Antwort des US-Militärs an Orten und Zeitpunkten ihrer Wahl fortgesetzt werden.